# DREAMS COME TRUE 35th Anniversary ウラワン 2024/2025
『DREAMS COME TRUE 35th Anniversary ウラワン 2024/2025』（ドリームズ・カム・トゥルー サーティー・フィフス アニバーサリー ウラワン 2024/2025）は、DREAMS COME TRUEが2025年6月6日にリリースする映像作品。

## 概要
- 2024年の夏から2025年の春にかけて行われた全国アリーナツアーより2024年12月15日に開催された横浜アリーナ公演の模様を収録。
- 今作には3つの特典映像を収録しており、ツアー途中よりセットリストに組み込まれ、国立代々木競技場 第一体育館にて収録された「ここからだ！」、『ベイビーズのための「ウラワン」MC集』、2024年7月7日に北海道池田町にて開催したイベント「池田ワイン城50周年感謝祭×DREAMS COME TRUE 35周年ドリカムとドリカムの日」より、「DREAMS COME TRUE ACOUSTIC風味 mini LIVE」の模様が追加収録されている。
- 前作の「史上最強の移動遊園地 DREAMS COME TRUE WONDERLAND 2023」同様、映像作品にブックレットは付帯しておらず、ライブ写真集として「ALL ABOUT 35th DREAMS COME TRUE 35th Anniversary ウラワン2024/2025」も同時発売される。

## 収録内容

### Disc 1

#### DREAMS COME TRUE 35th Anniversary ウラワン 2024/2025（本編）
1. A theme of the WONDERLAND ～ STH1 BOSS -Masa's Demo version-
2. 愛するこころ
3. go on, baby!
4. 朝日の洗礼
5. FALL IN LOVE AGAIN
6. 今日だけは
7. この街で
8. I'm a liar
9. 誘惑
10. 普通の今夜のことを －let tonight be forever remembered－
11. そんなの愛じゃない
12. UNPRETTY DAY!
13. イノセント
14. サヨナラ59ers!
15. SUNSHINE
16. 三日月
17. 軌跡と奇跡
18. サヨナラメーター／タメイキカウンター
19. TO THE BEAT, NOT TO THE BEAT
20. あぁもう！！
21. GODSPEED!
22. CARNAVAL ～すべての戦う人たちへ～
23. OLÁ! VITÓRIA!
24. 想像を超える明日へ

### Disc 2

#### DREAMS COME TRUE 35th Anniversary ウラワン 2024/2025（アンコール）
1. Kaiju
2. 生きてゆくのです♡
3. 彼は友達

#### 特典映像 ①（DREAMS COME TRUE 35th Anniversary ウラワン 2024/2025）
1. 「ここからだ！」at 国立代々木競技場 第一体育館

#### 特典映像 ②（ベイビーズのための「ウラワン」MC集）
1. みーちゃんまーちゃん MC －「朝日の洗礼」と「FALL IN LOVE AGAIN」の間－
2. みーちゃんまーちゃん MC －「FALL IN LOVE AGAIN」と「今日だけは」の間－
3. みーちゃんまーちゃん MC －「この街で」と「I’m a liar」の間－
4. みーちゃんやっちまった！
5. みーちゃんまーちゃん MC －「普通の今夜のことを －let tonight be forever remembered－」と 「そんなの愛じゃない」の間－
6. まーちゃんとじんじん
7. みーちゃんありがと攻撃
8. 本編最後のごあいさつ
9. みーちゃんまーちゃん MC －アンコール登場－
10. みーちゃんまーちゃん MC －「Kaiju」と「生きてゆくのです♡」の間－
11. みーちゃんまーちゃん MC －「生きてゆくのです♡」と「彼は友達」の間－
12. アンコール最後のごあいさつ

#### 特典映像 ③（池田ワイン城50周年感謝祭×DREAMS COME TRUE 35周年ドリカムとドリカムの日）
1. 次のせ〜の！で - ON THE GREEN HILL -
2. 晴れたらいいね
3. あなたとトゥラッタッタ♪
4. 未来を旅するハーモニー
5. Kaiju
6. たんぽぽの堤防
7. ALMOST HOME
8. 7月7日、晴れ
9. その先へ

## DREAMS COME TRUE 35th Anniversary ウラワン 2024/2025supported by U-NEXT
『DREAMS COME TRUE 35th Anniversary ウラワン 2024/2025 supported by U-NEXT』（ドリームズ・カム・トゥルー サーティー・フィフス アニバーサリー ウラワン 2024/2025 サポーテッド バイ ユーネクスト）は、DREAMS COME TRUEが2024年夏から2025年春にかけて行ったアリーナツアー。

### 概要
- 2012/2013年、2016年に続いて３回目の裏ドリワンダーランド。
- ツアータイトルは、従来の「裏ドリワンダーランド」という名称が使われておらず、愛称であった「ウラワン」を用いている。
- ツアービジュアルは、史上最強の移動遊園地 DREAMS COME TRUE WONDERLAND 2023に登場した「アヒルコースター」が、吉田美和と中村正人を背中に乗せて宇宙を浮遊しているもの。背景には地球らしき惑星と、「DREAMS COME TRUE 裏ドリワンダーランド 2016」のストーリーに登場したワルクマを模したブラックムーンが浮かんでいる。
- 特別協賛としてU-NEXTが、協賛としてアメリカン・エキスプレス、サントリーウエルネス、SEGA、BEAMS、ホンダがスポンサーとなっている。

### 開催までのプロモーション
- 2023年07月01日、DWL2023初日の札幌ドーム公演にて「裏ドリワンダーランド 2024 ウラワンで会おうぜ！」というSEが流れ、開催が初告知された。
- 2024年03月08日、「美和の日」にオフィシャルファンクラブ「POWER PLANT」にて、公演日程が先行公開された。[1]
- 2024年03月21日、35周年特設サイトより公演日程が一般公開された。[2]
- 2024年03月27日、沖縄アリーナ公演JTBパッケージツアーの概要が公開された。[3]
- 2024年04月17日、スペシャルゲスト・ドラマーとして神保彰の参加が発表された。[4]
- 2024年07月25日、ZIP-FMにて「DREAMS COME TRUE 35th Anniversary ウラワン リクエストスペシャル」がオンエアされた。[5]
- 2024年08月22日、チケットリセールの日程がアナウンスされた。[6]
- 2024年08月30日、オフィシャルグッズラインナップが公開された。[7]
- 2024年09月10日、MUSIC ON! TVにて「DREAMS COME TRUE LIVE&MUSIC VIDEO SPECIAL」がオンエアされることが発表された。[8]
- 2024年09月12日、セガUFOキャッチャーオンラインにて、「ウラワン 2024/2025」限定景品が発表された。[9]
- 2024年09月17日、「ウラワン 2024/2025」仕様のオリジナル・アクリルキーホルダー、ウラワンブレンドのコーヒー、第二弾アクリルミニブロックの販売が発表された。[10]

### スケジュール
| #  | 公演日 | 会場                                    | 開場時間 | 開演時間 |
| -- | ------ | --------------------------------------- | -------- | -------- |
| 1  | 09/22  | さいたまスーパーアリーナ                | 15:30    | 17:00    |
| 2  | 09/23  | さいたまスーパーアリーナ                | 15:30    | 17:00    |
| 3  | 10/01  | 国立代々木競技場 第一体育館             | 17:00    | 18:30    |
| 4  | 10/02  | 国立代々木競技場 第一体育館             | 17:00    | 18:30    |
| 5  | 10/12  | マリンメッセ福岡                        | 15:30    | 17:00    |
| 6  | 10/13  | マリンメッセ福岡                        | 15:30    | 17:00    |
| 7  | 10/26  | 大阪城ホール                            | 15:30    | 17:00    |
| 8  | 10/27  | 大阪城ホール                            | 15:30    | 17:00    |
| 9  | 11/02  | 広島グリーンアリーナ                    | 15:30    | 17:00    |
| 10 | 11/03  | 広島グリーンアリーナ                    | 15:30    | 17:00    |
| 11 | 11/23  | 宮城セキスイハイムスーパーアリーナ      | 15:30    | 17:00    |
| 12 | 11/24  | 宮城セキスイハイムスーパーアリーナ      | 15:30    | 17:00    |
| 13 | 12/07  | Aichi Sky Expo                          | 15:30    | 17:00    |
| 14 | 12/08  | Aichi Sky Expo                          | 15:30    | 17:00    |
| 15 | 12/14  | 横浜アリーナ                            | 15:30    | 17:00    |
| 16 | 12/15  | 横浜アリーナ                            | 15:30    | 17:00    |
| 17 | 12/28  | Aichi Sky Expo                          | 15:30    | 17:00    |
| 18 | 12/29  | Aichi Sky Expo                          | 15:30    | 17:00    |
| 19 | 01/18  | 大阪城ホール                            | 15:30    | 17:00    |
| 20 | 01/19  | 大阪城ホール                            | 15:00    | 17:00    |
| 21 | 01/25  | マリンメッセ福岡                        | 15:30    | 17:00    |
| 22 | 01/26  | マリンメッセ福岡                        | 15:30    | 17:00    |
| 23 | 02/08  | 国立代々木競技場 第一体育館             | 15:30    | 17:00    |
| 24 | 02/09  | 国立代々木競技場 第一体育館             | 15:30    | 17:00    |
| 25 | 02/15  | 大阪城ホール                            | 15:30    | 17:00    |
| 26 | 02/16  | 大阪城ホール                            | 15:30    | 17:00    |
| 27 | 03/01  | 北海道立総合体育センター 北海きたえーる | 15:30    | 17:00    |
| 28 | 03/02  | 北海道立総合体育センター 北海きたえーる | 15:30    | 17:00    |
| 29 | 03/22  | 沖縄アリーナ                            | 15:30    | 17:00    |
| 30 | 03/23  | 沖縄アリーナ                            | 15:30    | 17:00    |

### セットリスト
| #  | タイトル                                                 | リリース年 | 初収録シングル           | 初収録アルバム  |
| -- | -------------------------------------------------------- | ---------- | ------------------------ | --------------- |
| 1  | 愛するこころ                                             | 1997       |                          | SING OR DIE     |
| 2  | go on, baby!                                             | 1999       | the Monster              |                 |
| 3  | 朝日の洗礼                                               | 2004       | DIAMOND15                |                 |
| 4  | FALL IN LOVE AGAIN                                       | 2010       | LOVE CENTRAL             |                 |
| 5  | 今日だけは                                               | 2006       | もしも雪なら／今日だけは | AND I LOVE YOU  |
| 6  | この街で                                                 | 2013       | この街で                 | ATTACK25        |
| 7  | I'm a liar                                               | 1993       |                          | MAGIC           |
| 8  | 誘惑                                                     | 1996       | そうだよ／誘惑           | SING OR DIE     |
| 9  | 普通の今夜のことを －let tonight be forever remembered－ | 2017       |                          | THE DREAM QUEST |
| 10 | そんなの愛じゃない                                       | 1997       | SING OR DIE              |                 |
| 11 | UNPRETTY DAY!                                            | 2007       | AND I LOVE YOU           |                 |
| 12 | イノセント                                               | 2004       | DIAMOND15                |                 |
| 13 | サヨナラ59ers!                                           | 2007       | きみにしか聞こえない     | AND I LOVE YOU  |
| 14 | SUNSHINE                                                 | 2005       | JET!!!／SUNSHINE         | THE LOVE ROCKS  |
| 15 | 三日月                                                   | 1999       | 朝がまた来る             | the Monster     |
| 16 | 軌跡と奇跡                                               | 2014       |                          | ATTACK25        |
| 17 | サヨナラメーター／タメイキカウンター                     | 2009       | DO YOU DREAMS COME TRUE? |                 |
| 18 | TO THE BEAT, NOT TO THE BEAT                             | 2009       | DO YOU DREAMS COME TRUE? |                 |
| 19 | あぁもう！！                                             | 2009       | DO YOU DREAMS COME TRUE? |                 |
| 20 | GODSPEED!                                                | 2010       | GODSPEED!                | LOVE CENTRAL    |
| 21 | CARNAVAL ～すべての戦う人たちへ～                        | 2007       | またね                   | AND I LOVE YOU  |
| 22 | 想像を超える明日へ                                       | 2012       | MY TIME TO SHINE         | ATTACK25        |
| 23 | Kaiju                                                    | 2024       | Kaiju                    |                 |
| 23 | ここからだ！                                             | 2025       | ここからだ！             |                 |
| 24 | 生きてゆくのです♡                                        | 2010       | 生きてゆくのです♡        | LOVE CENTRAL    |
| 25 | 彼は友達                                                 | 1991       | Eyes to me／彼は友達     | MILLION KISSES  |